# أحمد عبد المعطي حجازي
أحمد عبد المعطي حجازي شاعر وناقد مصري، ولد عام 1935 بمحافظة المنوفية بمصر. أسهم في العديد من المؤتمرات الأدبية في كثير من العواصم العربية، ويعد من رواد حركة التجديد في الشعر العربي المعاصر.
ترجمت مختارات من قصائده إلى الفرنسية والإنجليزية والروسية والإسبانية والإيطالية والألمانية. حصل على جائزة كفافيس اليونانية المصرية عام 1989، جائزة الشعر الأفريقي، عام 1996 وجائزة الدولة التقديرية في الآداب من المجلس الأعلى للثقافة، عام 1997.

## الشهادات التي حصل عليها
حفظ القرآن الكريم، وتدرج في مراحل التعليم حتى حصل على دبلوم دار المعلم عام 1950م، ثم حصل على ليسانس علم الاجتماع من جامعة السوربون الجديدة عام 1978م، وشهادة الدراسات المعمقة في الأدب العربي عام 1969م.

## المناصب التي شغلها
- عمل مدير تحرير مجلة صباح الخير.
- سافر إلى فرنسا حيث عمل أستاذاً للشعر العربي بالجامعات الفرنسية.
- عاد إلى القاهرة ليعمل بتحرير جريدة الأهرام. ورأس لفترة طويلة تحرير مجلة إبداع التي تصدر عن الهيئة المصرية للكتاب.
- عضو نقابة الصحفيين المصرية ولجنة الشعر بالمجلس الأعلى للثقافة، والمنظمة العربية لحقوق الإنسان.
- دعي لإلقاء شعره في كثير من المهرجانات الأدبية.

## دواوينه
ادب, أحمد عبد المعطي حجازي  على فيسبوك.
- مدينة بلا قلب، 1959.
- أوراس، 1959.
- لم يبق إلا الاعتراف، 1965.
- مرثية العمر الجميل، 1972.
- كائنات مملكة الليل، 1978.
- أشجار الاسمنت، 1989.
- دار العودة، 1983

مؤلفاته:
- محمد وهؤلاء.
- إبراهيم ناجي.
- خليل مطران.
- حديث الثلاثاء.
- الشعر رفيقي.
- مدن الآخرين.
- عروبة مصر.
- أحفاد شوقي.
- سارق النار